# The Circus (Erasure)
| Recensione | Giudizio |
| ---------- | -------- |
| AllMusic   |          |

The Circus è il secondo album in studio del duo britannico Erasure, pubblicato nel 1987 dalla Mute in Europa e dalla Sire negli Stati Uniti e in Canada.

## Tracce
1. It Doesn't Have to Be – 3:53
2. Hideaway – 3:48
3. Don't Dance – 3:36
4. If I Could – 3:52
5. Sexuality – 3:05
6. Victim of Love – 3:40
7. Leave Me to Bleed – 3:21
8. Sometimes – 3:38
9. The Circus – 5:30
10. Spiralling – 3:10

Tracce bonus solo sul CD
1. In the Hall of the Mountain King – 2:58
2. Sometimes – 5:22
3. It Doesn't Have to Be (The Boop Oopa Doo Mix) – 7:12